# Horní Židovka
Horní Židovka je přírodní památka u obce Synalov v okrese Brno-venkov. V okrese Brno-venkov se s využitím vymezení ekologicky významných segmentů krajiny, tvořících kostru ekologické stability v rámci biogeografického výzkumu podařilo v devadesátých letech 20. století doplnit síť lesních rezervací o cenné segmenty přirozených lesních geobiocenóz. K nejvýznamnějším lesním rezervacím vyhlášeným díky spolupráci geobiocenologa Jana Laciny a okresního úředníka Františka Mlatečka na okrese Brno-venkov patří kromě jiných PP Horní Židovka.
Tvoří jí skalnatý rulový hřbet. Důvodem ochrany jsou zbytky přirozené bučiny s javorem (Acer) a dubem (Quercus). bylinným podrostem s výskytem ohrožené kyčelnice devítilisté (Dentaria enneaphyllos). Jedná se o významné biocentrum smíšeného listnatého lesa uprostřed smrkových monokultur.

## Fotogalerie

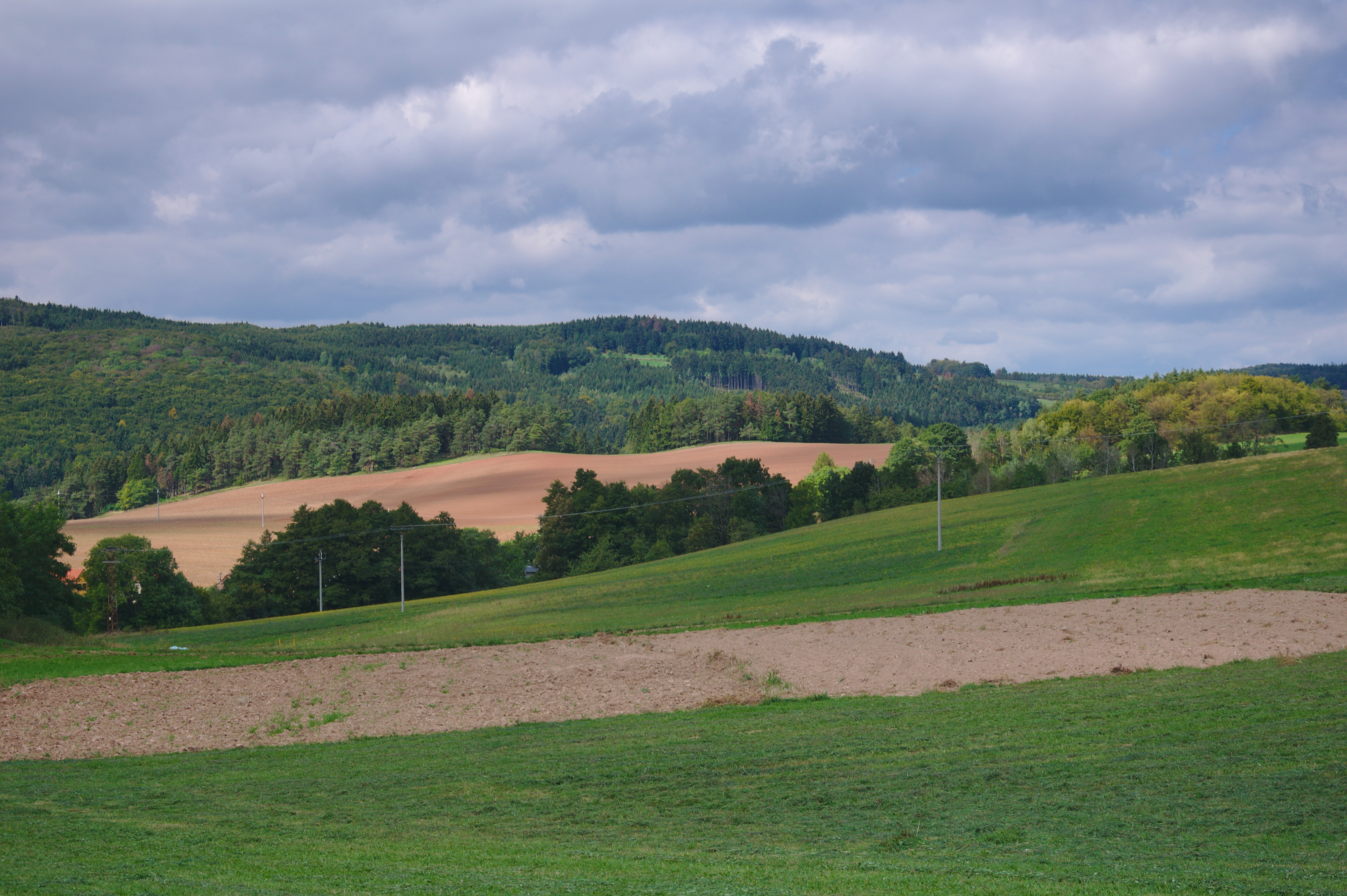
Pohled od Kozárova
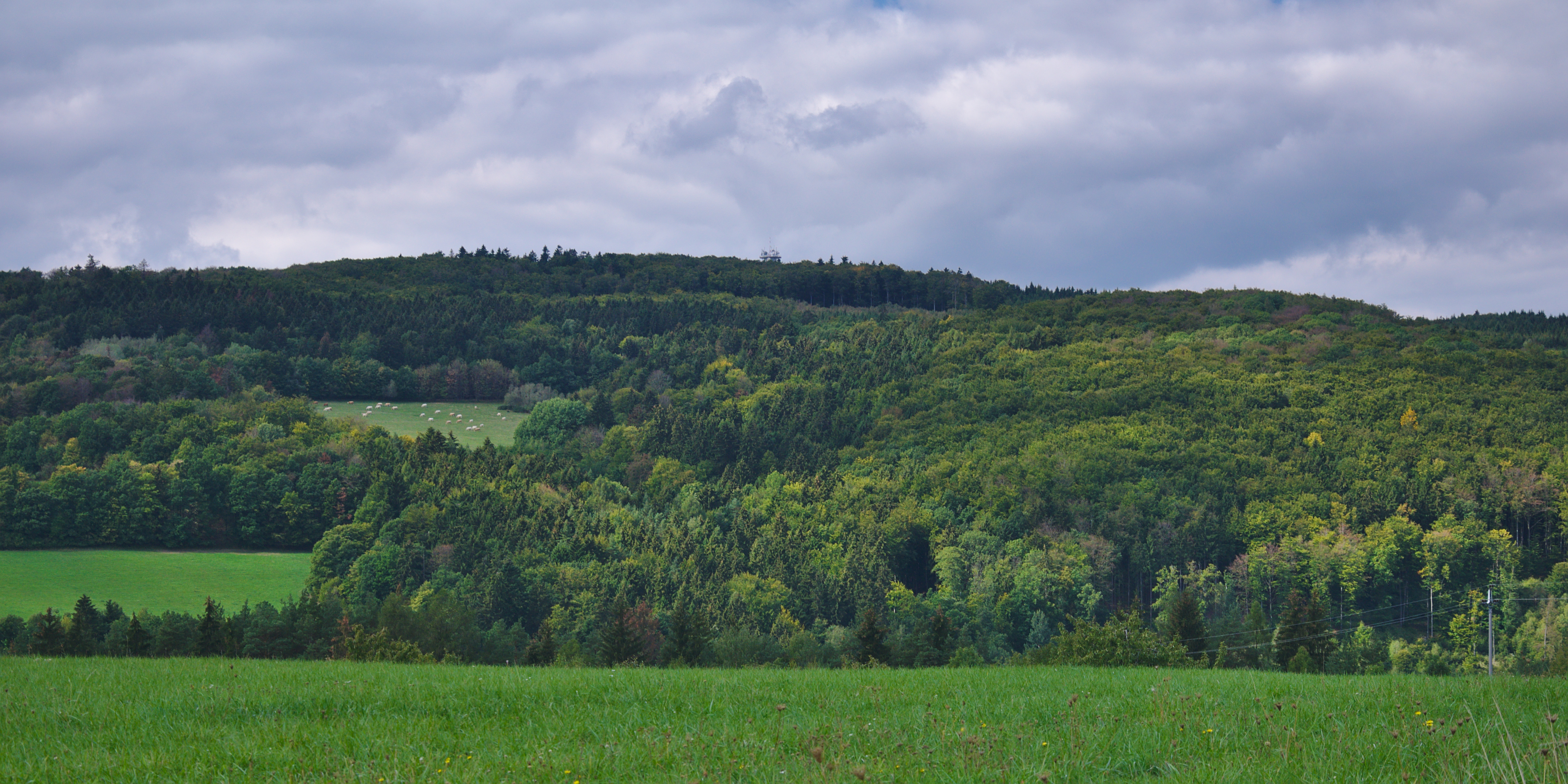
Pohled od Strhař
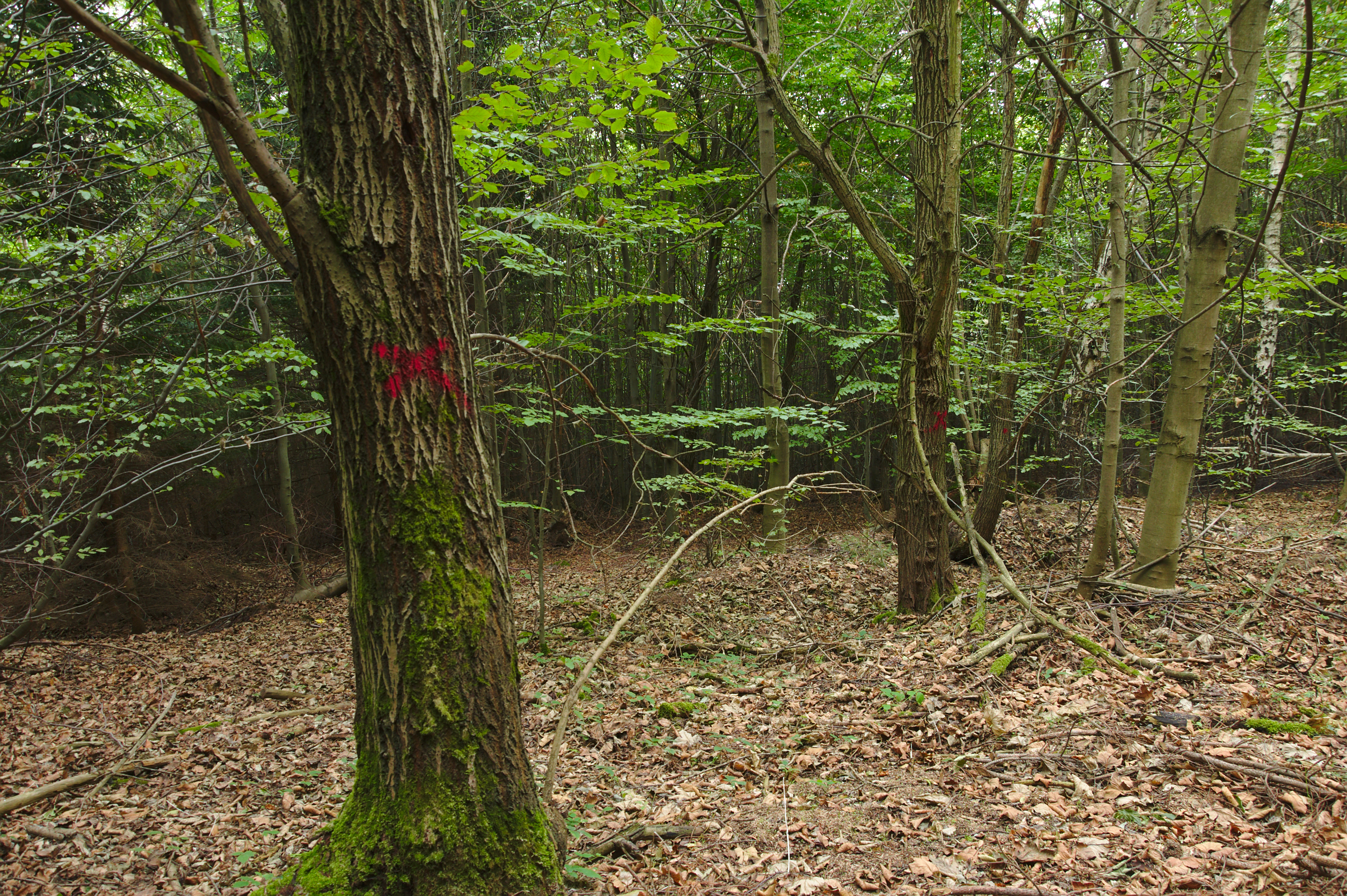